# Famille de Richoufftz de Manin
La famille de Richoufftz de Manin est une famille subsistante de la noblesse française, originaire d'Allemagne.

## Histoire

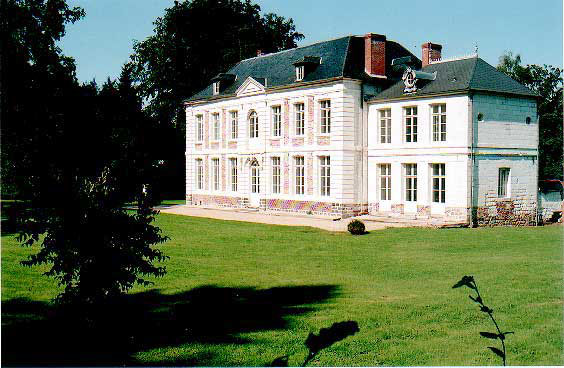
Le château de Manin (Pas-de-Calais).

La famille Richoufftz est une famille venue d'Allemagne.
La branche qui s'est fixée en France a pour auteur Erich de Richoufftz. D'après son testament, écrit le 15 septembre 1515, c'est-à-dire le surlendemain de la bataille, Erich de Richoufftz eut le corps traversé d'un coup d'arquebuse et le bras gauche cassé. Il survécu néanmoins à ses blessures. Mais son sang versé pour la France lui valut, à lui et à ses descendants, l'honneur d'être naturalisés Français par François Ier. Son fils Jean de Richoufftz né vers 1525 appartint à la compagnie du comte Louis de Clermont d'Amboise et de François de Clèves, duc de Nevers. Edme de Richoufftz, fils de ce dernier servit Henri IV.
Une branche de la famille de Richoufftz s'installe en Artois. Claude François de Richoufftz est seigneur de Manin, près d'Avesnes-le-Comte, à partir de 1772, par son alliance avec la famille Maretz de Beaurains. Le château de Manin, qui existe toujours, demeura dans cette famille jusqu'en 1898.
Cette famille a été admise au sein de l'Association d'entraide de la noblesse française le 26 mai 1934.

## Généalogie
Erich de Richoufftz participe à la bataille de Marignan comme enseigne d'une compagnie de trois cents lansquenets. Le roi François Ier le naturalise. Son fils Jean de Richoufftz, né vers 1525, appartient à la compagnie du comte Louis de Clermont d'Amboise et de François de Clèves, duc de Nevers. Le fils de Jean, Edme de Richoufftz, sert le roi Henri IV.
- Erich de Richoufftz épouse en 1520 Isabeau Leclerc.
  - Jean de Richoufftz, écuyer, seigneur de Taupart, Beauchamps, Morainvillers et Champgaultier[6]. Il épouse en 1556 Marie de Laforêt.
    - Edme de Richoufftz, écuyer, seigneur de Beauchamps en la vallée d'Aguian, maintenu noble en 1585 puis reconnu noble en 1699. Il épouse en 1581 Louise de Montfort.
      - François de Richoufftz, seigneur de Beauchamps et de Château-Gaultier[6], épouse Charlotte de Savelle.
        - Pierre de Richoufftz épouse en 1641 Élisabeth de Marcel.
          - Paul de Richoufftz (1650-1706), premier gentilhomme du cardinal de Furstenberg, écuyer, seigneur de Vérinnes en Gatinais et Malassise[6]. Il épouse à Noyon le 13 mars 1679 Françoise Gillot (1645-1726).
            - Claude Paul de Richoufftz (1680-1753), chevalier, seigneur de Minsbourg, de Vauchelle, Porquéricourt, Suzoy, lieutenant au régiment de Picardie, maître particulier des eaux et forêts de Noyon, Péronne et Roye. La noblesse des Richoufftz fut maintenu par le roi en 1712. Ils occupaient le château de Vauchelles. Il épouse Claude de La Fons (1703-1769).
              - Claude François de Richoufftz (1725-), seigneur de Manin, Porquericourt, Vauchelles, la Vieuville, etc.; chevalier, maréchal de camp d'artillerie, commandeur de l'ordre royal et militaire de Saint-Louis. Devenu maréchal de camp d'artillerie le 1er juin 1791, il dut se retirer à Manin pendant la terreur. Il fut mis en arrestation à Saint-Pol et n'évita l'échafaud que par la chute de Robespierre. Membre de l'Ordre de la noblesse aux états d'Artois. Il épouse en 1753 Jeanne Françoise Thérèse des Marets de Beaurains.
                - Pierre Louis François de Richoufftz de Manin (1761-1829), maire de Manin en 1801 et membre du conseil d'arrondissement de Saint-Pol. Il épouse en 1804 Joséphine Guilbert
                  - Frédéric François Victor de Richoufftz de Manin (1805-1879), conseiller général du Pas-de-Calais et conseiller départemental de l'Instruction publique du Pas-de-Calais, maire de Manin, épouse en juillet 1829 Aimée Charlotte Henriette Boussemart de Thiennes[7].
                    - Ludovic Aimé Victor de Richoufftz de Manin (1831- ), conseiller général du Pas-de-Calais, docteur en droit, chef de cabinet du préfet du Pas-de-Calais, maire de Manin, épouse en mai 1858  Lilia Marie Herminie de Coussemaker[8].
                      - Jules Éric de Richoufftz de Manin (1861- ) épouse en juillet 1889 Henriette Marie Paule de Fresnoye de Flers.
                        - Jean Edme de Richoufftz de Manin (1892-1984), École navale promotion 1911[9], capitaine de frégate, épouse en secondes noces à Paris en 1928 Yvonne de la Brosse (1903-1999)[10].
                          - Erich de Richoufftz de Manin (1929-2022), diplômé ESSEC, épouse Monik Graven (1931-1995) d'où cinq enfants.
                            - Olivier de Richoufftz de Manin (1962), diplômé HEC, épouse Chantal de Malglaive d'où quatre enfants[11].

                          - Jean-François de Richoufftz de Manin épouse Brigitte Rouilly. De ce mariage, naissent sept enfants[11].
                            - Isabelle de Richoufftz de Manin (1961), femme d'affaires puis comédienne et humoriste sous le pseudonyme de Isabeau de R.. Elle épouse Marc de Forsan de Gabriac[11].

                          - Emmanuel de Richoufftz de Manin (1948), général de division de l'armée française. Il épouse Marie-Christine Jauze. De cette union, naissent sept enfants[12],[11].

## Alliances
Les principales alliances de la famille de Richoufftz sont : Leclerc, de Laforêt, de Monfort, de Savelly, de Schlicken, de la Forest de Marcel, de la Chastre, de Villeroy, de Roisin, de la Fons, de Torrenc, des Marets de Beaurains, de Boffles, de Mauroy, de Carbonnel, Guilbert, Boussemart de Thiennes, de Coussemaker, Rouilly, Jauze.

## Armes
Les armes de la famille ont été blasonnées D'azur à un chevron d'argent accompagné de trois têtes de cerf ou D'azur à un chevron d'or accompagné de trois têtes de cerf d'or
 ou D'azur aux trois rencontres de cerf d'or
,.

## Pour approfondir